# La Rue-Saint-Pierre (Sena Marítim)
La Rue-Saint-Pierre és un municipi francès situat al departament del Sena Marítim i a la regió de Normandia. L'any 2007 tenia 601 habitants.

## Demografia

### Població
El 2007 la població de fet de La Rue-Saint-Pierre era de 601 persones. Hi havia 206 famílies de les quals 31 eren unipersonals (8 homes vivint sols i 23 dones vivint soles), 57 parelles sense fills, 99 parelles amb fills i 19 famílies monoparentals amb fills.
La població ha evolucionat segons el següent gràfic:
Habitants censats

### Habitatges
El 2007 hi havia 228 habitatges, 214 eren l'habitatge principal de la família, 4 eren segones residències i 10 estaven desocupats. 224 eren cases i 4 eren apartaments. Dels 214 habitatges principals, 179 estaven ocupats pels seus propietaris, 31 estaven llogats i ocupats pels llogaters i 5 estaven cedits a títol gratuït; 5 tenien dues cambres, 12 en tenien tres, 47 en tenien quatre i 150 en tenien cinc o més. 194 habitatges disposaven pel capbaix d'una plaça de pàrquing. A 65 habitatges hi havia un automòbil i a 144 n'hi havia dos o més.

### Piràmide de població
La piràmide de població per edats i sexe el 2009 era:
| Homes | Edats   | Dones |
| ----- | ------- | ----- |
| 0     | 95 o +  | 0     |
| 4     | 90 a 94 | 8     |
| 0     | 85 a 89 | 0     |
| 0     | 80 a 84 | 0     |
| 0     | 75 a 79 | 12    |
| 8     | 70 a 74 | 4     |
| 16    | 65 a 69 | 12    |
| 0     | 60 a 64 | 0     |
| 8     | 55 a 59 | 16    |
| 24    | 50 a 54 | 12    |
| 12    | 45 a 49 | 20    |
| 16    | 40 a 44 | 20    |
| 8     | 35 a 39 | 4     |
| 12    | 30 a 34 | 16    |
| 12    | 25 a 29 | 16    |
| 16    | 20 a 24 | 12    |
| 12    | 15 a 19 | 12    |
| 8     | 10 a 14 | 0     |
| 8     | 5 a 9   | 8     |
| 8     | 0 a 4   | 8     |

## Economia
El 2007 la població en edat de treballar era de 399 persones, 327 eren actives i 72 eren inactives. De les 327 persones actives 302 estaven ocupades (154 homes i 148 dones) i 24 estaven aturades (12 homes i 12 dones). De les 72 persones inactives 21 estaven jubilades, 28 estaven estudiant i 23 estaven classificades com a «altres inactius».

### Ingressos
El 2009 a La Rue-Saint-Pierre hi havia 223 unitats fiscals que integraven 636,5 persones, la mediana anual d'ingressos fiscals per persona era de 20.978 €.

### Activitats econòmiques
Dels 30 establiments que hi havia el 2007, 1 era d'una empresa alimentària, 1 d'una empresa de fabricació de material elèctric, 6 d'empreses de fabricació d'altres productes industrials, 9 d'empreses de construcció, 8 d'empreses de comerç i reparació d'automòbils, 1 d'una empresa de transport, 1 d'una empresa d'hostatgeria i restauració, 2 d'empreses de serveis i 1 d'una entitat de l'administració pública.
Dels 8 establiments de servei als particulars que hi havia el 2009, 2 eren tallers de reparació d'automòbils i de material agrícola, 1 paleta, 3 fusteries, 1 electricista i 1 restaurant.
L'únic establiment comercial que hi havia el 2009 era una botiga de congelats.
L'any 2000 a La Rue-Saint-Pierre hi havia 12 explotacions agrícoles que ocupaven un total de 546 hectàrees.

## Equipaments sanitaris i escolars
El 2009 hi havia una escola elemental integrada dins d'un grup escolar amb les comunes properes formant una escola dispersa.

## Poblacions més properes
El següent diagrama mostra les poblacions més properes.